# Virginity
《Virginity》（日语：ヴァージニティー）是日本女子偶像組合NMB48的第5張單曲唱片作品，於2012年8月8日由吉本R&C旗下的唱片品牌laugh out loud! records發行。

## 概要
廣告標語為「不想變成大人」（大人になんかなりたくない）。
與前作《海岸邊最可愛的女孩！》相隔約3個月發售的單曲。
與前作同様，分為通常盤Type-A、通常盤Type-B、通常盤Type-C、chara-ani限定發售的劇場盤4種形式發售，Type-A・Type-B・Type-C各有3首曲不同。
通常盤3類型收錄不同版本渡邊美優紀的入浴効果音「迷路姬的恰布恰布」日语：。
表題曲「Virginity」在2012年7月9日的『HEY!HEY!HEY!』初次披露
。

## 收錄曲

### Type-A
CD
1. Virginity（日语：ヴァージニティー） [4:14]
（作詞：秋元康、作曲：田中俊亮、編曲：増田武史）
MV的監督是深川榮洋[12]。選抜成員由山田・山本彩・渡辺・城的4姊妹主演32分15秒的長編劇集[12]。
  - ROUND ONE『ROUND1 × NMB48』「バイト篇」「団体篇」「シャトルバス篇」「ピッタリスコア篇」TVCM歌曲
  - COCO壹番屋咖哩 TVCM歌曲
  - 關西電視台『docking48』片尾曲（2012年7月17日 - ）
2. 妄想女朋友 （日语：妄想ガールフレンド）[3:45]
（作詞：秋元康、作曲：春行、編曲：武藤星児）
  - 常盤薬品工業『眠眠打破 NoMeBa?』「ニャンニャン屋形船篇」「ニャンニャンコスプレ篇」TVCM歌曲
  - 日本電視台『NMB48 藝人!』 主題歌曲
3. 我們的帆船賽（日语：僕らのレガッタ） [4:20] - 白組 
（作詞：秋元康、作曲：中村望、編曲：野中“まさ”雄一）
4. 迷路姬的恰布恰布 Type-A （日语：みるきーのちゃぷちゃぷ）[0:40]
5. Virginity off vocal ver.
6. 妄想女朋友 off vocal ver.
7. 我們的帆船賽 off vocal ver.

DVD
1. Virginity（音樂影片）
2. Virginity（音樂影片　舞蹈混合版本）
3. 妄想女朋友（音樂影片）
4. 我們的帆船賽
5. 特典映像「晚安映像（前編）」

特典
1. 交易卡
2. 全国握手会参加券

### Type-B
CD
1. Virginity
2. 妄想女朋友
3. 其實並不存在（日语：存在してないもの） [4:00] - 紅組  
（作詞：秋元康、作曲：平義隆、編曲：佐々木裕）
  - みさき公園 ぷ〜るらんど　Rio 2012 夏主題曲
4. 迷路姬的恰布恰布 Type-B
5. Virginity off vocal ver.
6. 妄想女朋友 off vocal ver.
7. 其實並不存在 off vocal ver.

DVD
1. Virginity（音樂影片）
2. Virginity（音樂影片　舞蹈混合版本）
3. 妄想女朋友（音樂影片）
4. 其實並不存在（音樂影片）
5. 特典映像「晚安映像（後編）」

特典
1. 交易卡
2. 全国握手会参加券

### Type-C
CD
1. Virginity
2. 妄想女朋友
3. 沙灘上的手槍（日语：砂浜でピストル） [4:05] - 難波鉄砲隊其之壱 
（作詞：秋元康、作曲：cAnON.、編曲：K3CP）
  - 東映京都スタジオ『東映太秦電影村』CM歌曲
4. 迷路姬的恰布恰布 Type-C
5. Virginity off vocal ver.
6. 妄想女朋友 off vocal ver.
7. 沙灘上的手槍/難波鉄砲隊其之壱 off vocal ver.

DVD
1. Virginity（音樂影片）
2. Virginity（音樂影片　舞蹈混合版本）
3. 妄想女朋友（音樂影片）
4. 沙灘上的手槍/難波鉄砲隊其之壱（音樂影片）
5. NMB feat.吉本新喜劇 Vol.4

特典
1. 交易卡
2. 全国握手会参加券

### 劇場盤
CD
1. Virginity
2. 我們的帆船賽
3. 其實並不存在
4. 稍微彎腰（日语：ちょっと猫背）
（作詞：秋元康、作曲・編曲：市川裕一）
5. Virginity off vocal ver.
6. 我們的帆船賽 off vocal ver.
7. 其實並不存在 off vocal ver.
8. 稍微彎腰 off vocal ver.

特典
- 個別合影大会参加券、個別握手会参加券

## 選抜成員
所屬Team是發售時情況

### Virginity
（中心：山本彩）
- Team N：小笠原茉由、門脇佳奈子、岸野里香、木下春奈、小谷里步、上西惠、白間美瑠、福本愛菜、山田菜菜、山本彩、吉田朱里、渡辺美優紀
- Team M：城惠理子、谷川愛梨
- 研究生：加藤夕夏、薮下柊
加藤・藪下是3期生初次進入選抜。岸野・木下春是「純情U-19」以来約半年的選抜復歸。前作的選抜成員近藤・木下百・村上・矢倉落選抜。

### 妄想女朋友
（中心：渡辺美優紀）
- Team N：小笠原茉由、門脇佳奈子、岸野里香、木下春奈、小谷里歩、上西恵、白間美瑠、福本愛菜、山田菜菜、山本彩、吉田朱里、渡辺美優紀
- Team M：城恵理子、谷川愛梨
- 研究生：加藤夕夏、藪下柊

### 我們的帆船賽
「白組」名義
（中心：山本彩）
- Team N：近藤里奈、上西恵、山田菜菜、山本彩
- Team M：島田玲奈、城恵理子、三田麻央、村瀬紗英
- 研究生：東由樹、久代梨奈、室加奈子、山本ひとみ
三田・村瀬・東・久代・室・山本初次参加，山田・島田移到紅組。

### 其實並不存在
「紅組」名義
（中心：渡辺美優紀）
- Team N：小笠原茉由、篠原栞那、福本愛菜、山口夕輝、吉田朱里、渡辺美優紀
- Team M：沖田彩華、高野祐衣、山岸奈津美
- 研究生：赤澤萌乃、林萌々香、山内つばさ
高野・赤澤・林・山内初次参加，篠原・福本移到白組，沖田・山岸是3rd以来移到白組，約半年復歸。

### 沙灘上的手槍
「難波鉄砲隊其之壱」名義
（中心：小谷里歩）
- Team N：小谷里歩、松田栞
- Team M：肥川彩愛、村上文香、矢倉楓子、與儀凱拉
- 研究生：加藤夕夏、藪下柊

### 稍微彎腰
（中心：川上礼奈）
- Team M：太田里織菜、川上礼奈、木下百花、藤田留奈
- 研究生：石田優美、石塚朱莉、井尻晏菜、植田碧麗、梅原真子、鵜野みずき、太田夢莉、上枝恵美加、日下このみ、久代梨奈、黒川葉月、河野早紀、古賀成美、小林莉加子、小柳有沙、佐藤天彩、杉本香乃、高山梨子、東郷青空、中川紘美、西澤瑠莉奈、林萌々香、久田莉子、三浦亜莉沙、室加奈子、山内つばさ
主要由沒有進入「選抜」「白組」「紅組」「難波鉄砲隊其之壱」的NMB48成員構成。

## 外部連結
- NMB48 - 唱片 （页面存档备份，存于）
- YouTube上的【MV】Virginity NMB48[公式] (Short ver.)
- YouTube上的【MV】Virginity NMB48[公式] (FULL ver.)
- YouTube上的【MV】妄想女朋友 NMB48[公式] (FULL ver.)
- YouTube上的【MV】我們的帆船賽（白組）/ NMB48[公式] (Short ver.)
- YouTube上的【MV】其實並不存在（紅組）/ NMB48[公式] (Short ver.)
- YouTube上的【MV】沙灘上的手槍（難波鉄砲隊其之壱）/ NMB48[公式] (Short ver.)